# Опсеница, Мирослав
Мирослав Опсеница (серб. Мирослав  Опсеница; 2 ноября 1981, Госпич — 25 мая 2011, Шопич) — югославский и сербский футболист, полузащитник.

## Биография
Свою профессиональную карьеру Опсеница начал в 2001 году в клубе «Младост (Апатин)», где провёл пять сезонов и сыграл 134 матча, забив 16 голов. В 2006 году он перешёл в «Воеводину», затем выступал за польский клуб ЛКС (Лодзь) с 2007 по 2009 год. Позже играл за сербские команды «Раднички (Сомбор)», «Нови-Сад» и «Колубара».
25 мая 2011 года, в возрасте 29 лет, Мирослав Опсеница погиб в автомобильной аварии в Шопиче. На тот момент он был игроком «Колубары» и направлялся в Крушевац на матч против «Напредака».